# Gouvernement Díaz I
 Andalousie
Griñán II Díaz II
Le gouvernement Díaz I est le gouvernement de l'Andalousie entre le 10 septembre 2013 et le 18 juin 2015, durant la IXe législature du Parlement d'Andalousie. Il est présidé par Susana Díaz.

## Composition

### Initiale
| Fonction                                                                               | Nom | Nom                            | Parti   |
| -------------------------------------------------------------------------------------- | --- | ------------------------------ | ------- |
| Présidente                                                                             |     | Susana Díaz Pacheco            | PSOE-A  |
| Vice-président Conseiller à l'Administration locale et aux Relations institutionnelles |     | Diego Valderas Sosa            | IULV-CA |
| Conseiller à la Présidence                                                             |     | Manuel Jiménez Barrios         | PSOE-A  |
| Conseillère aux Finances et à l'Administration publique                                |     | María Jesús Montero Cuadrado   | PSOE-A  |
| Conseiller à l'Économie, à l'Innovation, à la Science et à l'Emploi                    |     | José Sánchez Maldonado         | PSOE-A  |
| Conseillère à l'Égalité, à la Santé et aux Politiques sociales                         |     | María José Sánchez Rubio       | PSOE-A  |
| Conseiller à l'Éducation, à la Culture et aux Sports                                   |     | Luciano Alonso Alonso          | PSOE-A  |
| Conseiller à la Justice et à l'Intérieur                                               |     | Emilio de Llera Suárez-Bárcena | PSOE-A  |
| Conseillère à l'Équipement et au Logement                                              |     | Elena Cortés Jiménez           | IULV-CA |
| Conseillère à l'Agriculture, à la Pêche et au Développement rural                      |     | Elena Víboras Jiménez          | PSOE-A  |
| Conseillère à l'Environnement et à l'Aménagement du territoire                         |     | María Jesús Serrano Jiménez    | PSOE-A  |
| Conseiller au Tourisme et au Commerce                                                  |     | Rafael Rodríguez Bermúdez      | IULV-CA |

### Remaniement du27 janvier 2015
- Les nouveaux conseillers sont indiqués en gras, ceux ayant changé d'attribution en italique.

| Fonction | Nom | Nom                            | Parti  |
| --- | --- | ------------------------------ | ------ |
| Présidente |     | Susana Díaz Pacheco            | PSOE-A |
| Vice-président Conseiller à la Présidence Conseiller à l'Administration locale et aux Relations institutionnelles (a.i.) |     | Manuel Jiménez Barrios         | PSOE-A |
| Conseillère aux Finances et à l'Administration publique                                                                  |     | María Jesús Montero Cuadrado   | PSOE-A |
| Conseiller à l'Économie, à l'Innovation, à la Science et à l'Emploi                                                      |     | José Sánchez Maldonado         | PSOE-A |
| Conseillère à l'Égalité, à la Santé et aux Politiques sociales                                                           |     | María José Sánchez Rubio       | PSOE-A |
| Conseiller à l'Éducation, à la Culture et aux Sports Conseiller au Tourisme et au Commerce (a.i.)                        |     | Luciano Alonso Alonso          | PSOE-A |
| Conseiller à la Justice et à l'Intérieur                                                                                 |     | Emilio de Llera Suárez-Bárcena | PSOE-A |
| Conseillère à l'Agriculture, à la Pêche et au Développement rural                                                        |     | Elena Víboras Jiménez          | PSOE-A |
| Conseillère à l'Environnement et à l'Aménagement du territoire Conseillère à l'Équipement et au Logement (a.i.)          |     | María Jesús Serrano Jiménez    | PSOE-A |